# Катай (прозвище)
Ката́й — русское прозвище, прозвищное имя. В письменных памятниках до XVII века не зафиксировано. В большинстве случаев было, вероятно, вторым, дополнительным именем.

## Происхождение
Прозвищное имя Катай произошло от глагола ката́ть. Часть исследователей связывает возможное происхождение прозвища с повелительным наклонением глагола. Другие выводят прозвище катай (бесшабашный, разгульный человек) из одного из значений глагола катать (жить без оглядки, гулять, кутить).

## Фамилия Катаев и населённые пункты Катаево
От русского прозвищного имени Катай (не путать с катаем — представителем башкирского рода Катай) произошла русская патронимная фамилия Ката́ев и все топонимы Ката́ево в зоне расселения русских (следует отличать от аналогичных башкирских названий, произошедших от башкирского катая).
Все русские населённые пункты с названием Катаево возникли не позже XVIII века — времени исчезновения прозвищного имени Катай. Исчезновение имени Катай было связано с полным запретом правительством Петра I всех нецерковных имён в конце XVII — начале XVIII века.

### Производные имена и фамилии
От Катая произошло уменьшительное личное имя Катайка, а от него — фамилии Катайкин и Катайков.

## Внутригородские и внутрисельские объекты
Все известные названия улиц Катаева, переулков Катаева и Катаевых проулков связаны с именами конкретных людей с фамилией Катаев.
- Переулок Катаева в Одессе назван в честь В. П. Катаева.
- Катаев проулок в селе Абрамово Арзамасского района Нижегородской области назван по фамилии церковного старосты[5].